# Mecseknádasd
Mecseknádasd (en croata: Nadoš, Nadaš; en alemán: Nadasch) es un pueblo ("község") del norte del condado de Baranya, en el sur de Hungría.

## Turismo
Junto a la colina del cementerio existe una antigua iglesia románica, de la época Árpád. Originalmente era la parroquia de la localidad. 
Frente al Palacio Episcopal hay una estatua del pianista y compositor húngaro Franz Liszt. 
Por otro lado, en el pueblo se recuerda especialmente a Santa Margarita de Escocia, que nació en el castillo Réka (Rékavára), en Mecseknádasd, hija del príncipe inglés Eduardo el Exiliado, hijo a su vez de Edmundo II de Inglaterra. 